# Hemiercus cervinus
Hemiercus cervinus là một loài nhện trong họ Theraphosidae.
Loài này thuộc chi Hemiercus. Hemiercus cervinus được Eugène Simon miêu tả năm 1889.